# Vložte kočku
Vložte kočku (VK) je česká alternativní rocková skupina, která vznikla v březnu roku 2008 v Praze. Název skupiny pochází ze scény z filmu Americké psycho. Původní sestavu skupiny tvořili bratři Kryštof (rap, elektronika) a Cyril (bicí, elektronika, rap) Kaplanovi, které záhy doplnil Jiří Konvalinka (elektrické housle, basa, kytara, klávesy, zpěv). Později se ke skupině přidal ještě hráč na klávesové nástroje Tomáš Kubín, který ale v roce 2015 skupinu opět opouští.
Její debutové album TáTa z roku 2012 bylo nominováno na cenu Anděl v kategorii „Elektronická hudba“; o rok později jejich druhé album SEAT toto ocenění získalo; stejné album bylo oceněno i cenou Vinyla v kategorii „Deska roku“. Album vyšlo na USB flash discích. Skupina rovněž vytvořila hudbu k němému filmu Deník ztracené z roku 1929 a hudbu k několika divadelním představením.
V roce 2015, po odchodu Tomáše Kubína kapelu doplnil hráč na cimbál a elektrickou kytaru Vladimír Mikláš, který v kapele strávil letní a podzimní sezónu. V této maximalistické sestavě kapela stihla předskakovat kapelám jako Prodigy nebo Battles.
Od roku 2016 kapela funguje jako trio v původní sestavě. Dle vlastních slov bylo hlavní motivací návratu k skromnější sestavě snaha vrátit do zvuku kapely jednoduchost a syrovost, dvě z ingrediencí, které kapelu zprvu dostaly do širšího povědomí publika.
V roce 2017 VK vydávají samostatný singl s propracovaným video doprovodem a nezvykle politickým laděním Otevřený dopis bohu. V létě se objevuje první singl z nového alba, které vychází v září téhož roku pod názvem Klub Bublinka. Album vyšlo na klubové kartičce s flash diskem. Nahrávka je zároveň k dispozici ke stažení zdarma na bandcampu kapely.
Na podzim roku 2017 jste mohli VK vidět v kinech ve filmu Kvarteto režiséra Miroslava Krobota. V Kvartetu všichni členové kapely hrají sami sebe.
Během let 2017 a 2018 kapela složila a nahrála soundtrack k debutu režiséra Adama Sedláka - Domestik. Hlavní roli filmu ztvárnil houslista kapely Jiří Konvalinka. Film byl nominován na Českého lva  v kategoriích nejlepší hudba a nejlepší zvuk.
Skladby z filmu Domestik spolu s další hudební tvorbou VK pro tento film, která se do finálního střihu nevešla, vydávají VK na labelu Landmine Alert na Valentýna roku 2019.

## Diskografie
- Vložte kočku (EP; 2009)
- Cimmelium 1 (EP; 2010)
- Toxoplazmo (EP; 2011)
- TáTa (2012)
- SEAT (2013)
- Hedvika (2015)[10]
- Vložte kočku živě z Podniku: Velikonočnní sbohem pianu, velikonoční ahoj dětem (live tape; 2015)
- Klub Bublinka (2017)
- DOMESTIK Sounds (Songs from and inspired by the motion picture) (2019)